# 안드로스섬 (그리스)
안드로스섬(그리스어: Άνδρος)은 에비아섬의 남동쪽으로 대략 10km, 티노스섬의 북쪽으로 3km, 키클라데스 제도의 가장 북쪽에 위치한 그리스 군도의 섬이다.

## 개요
크기는 약 40km의 길이고 총면적은 약 380,041km2정도 크기로서 키클라스데스에서 2번째로 큰섬이다. 안드로섬의 중심지 Chora는 동쪽 해안에 있는데 약8000명의 사람들이 살고 있다. 최근 2001년 인구조사에 따르면 섬의 총 인구수는 약 1만 명 정도라고 한다.
한국에서는 대부분 사람들이 그리스 섬하면 포카리 스웨트CF의 배경이 되었던 산토리니(티라Thira)섬, 많이 알아봤자 미코노스(Mykonos)섬까지만 알고 방문한다. 안드로섬은 위 섬들에 비하면 별로 알려지지 않은 섬이지만, 위 두섬에 뒤지지 않는 아름다운 광경과 해변을 가졌기 때문에 오히려 관광객이 북적북적거리는 위의 섬보다 더 느긋하고 편하게 진짜 그리스의 여름을 보낼 수 있다.

## 행정구역
안드로섬의 구역은 아래와 같이 나뉜다.
- Anros구역
- Korthio구역
- Ydrousa구역

큰 도시로는 Ándros, Gávrio, Bátsi, 그리고 Órmos Korthíou마을이다. 특히 Gávrio는 항구가 있어서 그리스 본토에서부터 오는 페리가 도착한다.

## 관광
관광객들은 대부분 안드로섬 중심 수도인 안드로타운에서 묶는다. 안드로 타운에는 많은 숙박지와 음식점을 비롯하여 현대미술관(Modern Art Museum in Andros)와 아름다운 해변이 있다. 하지만 꼭 중심타운이 아니라 Korthi구역의 Ormos마을과 같은 곳에도 크기는 작지만 바(bar)나 숙소 그리고 아름다운 해변에서 일광욕을 즐길 수도 있다. 마을과 마을간에는 KEIA라는 버스가 다니므로 차를 렌트하지 않아도 버스로 이동할 수 있다.(마을간 이동은 2008년기준으로 편도 4~5유로에 이동할 수 있다. 하지만 버스가 자주 다니는 것은 아니므로 마을에 있는 버스정류장에서 시간표를 잘 확인할 것!)
안드로섬에는 많은 해변들이 있다. 다들 마을에서 걸어서 이동이 가능한데, 가끔 보트를 타고 가야하는 경우가 있다. 안드로섬의 대표적인 아름다운 해변들로는 다음과 같은 것들이 있다.
- Agios Petros

안드로타운에서 30km정도 서쪽으로 떨어져있다. 물이 아주 맑고 조용하다. 가끔 붐비기도하지만 보통 조용하고 잔잔한분위기이다. 구경거리로 고대석탑이있다. Agios Petros마을에서 가깝다.
- Batsi

안드로 타운에서 서쪽으로 27km정도 떨어져있다. 물이 얕고 잔잔해서 해수욕하기에 좋다. 특히 가족들에게 이상적인 곳. 모래가 매우 부드럽고 작으며 금빛이 나기도한다.
- Ormos

안드로타운에서 12km정도 떨어져있다. 물이 너무 맑아서 밑 바닥이 다 보이기 때문에 얕은줄 알고 들어갔다가는 낭패를 볼 정도이다. 주말에는 윈드서핑이 클래스가 열리기도 하다. 여기서 작은 보트를 타고 숨겨진 pidima해변으로 이동할 수도 있다.

## 교통
- 아테네→안드로섬

아테네의 대표적인 항구는 피레우스 항구이다. 본토에서 각 섬으로 따나는 페리는 이곳에서 대부분 출발하는데 안드로섬으로 향하는 페리는 라피나항구(Rafina)에서 출발한다. 라피나항구는 아테네에서 약 1시간정도 떨어진 곳에 위치한다. 아테네 고고박물관 쪽에 버스 정류장이 있는데 그곳에서 라피나항구에 가는 버스를 탑승하고 가면 된다.(아테네→라피나행 편도 약 6유로, 2008년 8월기준) 버스가 여러대 있으니 꼭 행선지를 물어보고 갈 것!
참고로 페리행 티켓은 아테네 시내의 여행사에서 10~12유로정도에 팔고 있다.
인터넷에서는 그리스 페리예약사이트 DANAE에서 판매하고 있으므로 미리 사갈 수도 있다.